# 長崎県立西彼農業高等学校
長崎県立西彼農業高等学校（ながさきけんりつ せいひのうぎょうこうとうがっこう, Nagasaki Prefectural Seihi Agricultural High School）は、長崎県西海市西彼町上岳郷に所在する公立農業高等学校。通称は「西彼農業」（せいひのうぎょう）、「西彼農」（せいひのう）、「西農」（せいのう）。

## 概要
歴史
1949年（昭和24年）に戦後の経済復興と食糧増産が最大の急務であった時代要請と、将来ある青少年に高等教育をという地域の強い要望によって、大村高等学校農業部亀岳分校中間定時制として設立された。1963年（昭和38年）に「長崎県立西彼農業高等学校」として独立。2014年（平成26年）に創立65周年を迎えた。
設置課程・学科
- 2018年（平成30年）4月に以下の3学科が2学科（食品サイエンス科・生活デザイン科）に改編される予定[1]。
- 全日制課程 3学科
  - 施設園芸科
    - キャッチフレーズ - 「君の手で、育てよう植物、触れよう動物」
    - 園芸に関する専門科目の学習（座学）を通して、施設栽培技術や高品質栽培・省力化のために必要な知識、技術を習得する。また、実習等の体験型学習を通じ、自主的な課題研究を推進することで、農業を担い、貢献できる人材を養成する。
    - 専門学習の内容
      - 1年次 - 「野菜」、「草花」、「果樹」、「農業科学基礎」、「総合実習」
      - 2年次 - 「専攻」（「野菜」、「草花」、「果樹」、「進学」の中から1つを専攻し、継続学習）、「作物」、「総合実習」
      - 3年次 - 「専攻」（「野菜」、「草花」、「果樹」、「進学」の中から1つを専攻し、継続学習）、「植物バイオ」、「総合実習」、「選択」（「動物基礎」、「農業情報」、「測量」、「農業機械」の中から1つを選択）

  - 食品流通科
    - キャッチフレーズ - 「育てる喜び、造る喜び、届ける喜び」
    - 作物の栽培管理や加工食品の製造実習、スクールマーケット等での販売実習を通して実践的な学習活動を行い、インターンシップ等で食品等の関連産業従事者としての必要な知識と技術を身につける。
    - 専門学習の内容
      - 1年次 - 「食品製造」、「食品流通」、「グリーンライフ」、「農業科学基礎」、「総合実習」
      - 2年次 - 「専攻」（「食品製造」、「食品流通」、「グリーンライフ」、「進学」の中から1つを専攻し、継続学習）、「作物」、「総合実習」
      - 3年次 - 「専攻」（「食品製造」、「食品流通」、「グリーンライフ」、「進学」の中から1つを専攻し、継続学習）、「食品化学」、「総合実習」、「選択」（「作物」、「農業情報」、「測量」、「微生物基礎」の中から1つを選択）

  - 生活科学科
    - キャッチフレーズ - 「未来へつなぐ　知恵あるくらし」
    - 資格取得や現場実習などの体験学習を通して、家庭に関する専門科目を学び、生活産業[2]における将来のスペシャリスト養成を目指す。また、プロジェクト学習やボランティア活動を通して郷土を愛し、地域社会に貢献できる人材を育成する。
    - 専門学習の内容
      - 1年次 - 「家庭総合」、「フードデザイン」、「家庭看護福祉」、「農業科学基礎」、「家庭情報処理」
      - 2年次 - 「専攻」（「調理」、「被服製作」、「家庭看護福祉」、「進学」の中から1つを専攻し、継続学習）、「発育と保育」、「フードデザイン」、「被服製作」、「生物活用」、「家庭情報処理」
      - 3年次 - 「専攻」（「調理」、「被服製作」、「家庭看護福祉」、「進学」の中から1つを専攻し、継続学習）、「フードデザイン」、「消費生活」、「課題研究」、「生物活用」、「選択」（「児童文化」、「ファッションデザイン」、「服飾手芸」、「農業科学基礎」の中から1つを選択）

校訓
「自主・合理・協力」
- 自主 - 自己の為すべきことを自分で考えて行動できること。
- 合理 - 道理に基づいた行動が取れること。
- 協力 - 教師と生徒が相携えて、農場や校内における実験・実習に共に汗を流し、築き上げてきた信頼関係の尊さのこと。

教育精神
「生命（いのち）に学び、生命（いのち）を学ぶ」
校章
内海（大村湾）の真珠を配し、鷹が羽を広げようとしている姿に西彼連山をなぞらえ、若人の意気と積極性を表している。
校歌
作詞は福田清人 、作曲は沖不可止による。歌詞は2番まであり、農業高校を思わせる「鍬」（くわ）や「種子」といった言葉が入っている。
制服
男女ともにブレザー型の制服（冬服）で、男子はネクタイ、女子はリボンを着用する。ジャージ、体育着シャツ襟・袖、男子運動パンツの色は赤・青・緑の3色。学年（回生）ごとに異なる。また農業作業着としてジャンパーと帽子（男子は青色、女子は赤色）、男女同色ライトグレーのズボンがある。
学校だより
「ごうぎ通信」と「西農だより」の2種類がある。
進路
就職する者もいれば、上級学校へ進学する者もいる。

## 沿革
- 1949年（昭和24年）5月31日 - 「長崎県立大村高等学校農業部亀岳分校」設置が認可される。定時制課程（昼間）農業科・農村家庭科を設置。
- 1951年（昭和26年）4月1日 - 移管により「長崎県立大村農業高等学校[9]亀岳分校」となる。
- 1955年（昭和30年）4月1日 - 「長崎県立大村園芸高等学校[9]琴海分校[10]亀岳教室」となる。
- 1963年（昭和38年）4月1日 - 長崎県立大村園芸高等学校から分離し、「長崎県立西彼農業高等学校」として独立。全日制課程園芸科・生活科を設置。 村松分校を設置。
- 1964年（昭和39年）
  - 4月1日 -　園芸科が学級増により2学級となる。
  - 4月15日 - 新校舎が完成。
  - 10月2日 - 運動場が完成。
- 1965年（昭和40年）4月1日 - 生活科が学級増により2学級となる。
- 1968年（昭和43年）4月1日 - 村松分校を長崎県立長崎西高等学校に移管。
- 1969年（昭和44年）
  - 7月9日 - 体育館が完成。
  - 10月4日 - 創立20周年記念式典を挙行。
- 1979年（昭和54年）11月17日 - 創立30周年記念式典を挙行。
- 1986年（昭和61年）11月22日 - 校舎改築総合落成式
- 1989年（平成元年）11月25日 - 創立40周年記念式典を挙行。
- 1992年（平成4年）4月1日 - 学科を改編し、施設園芸科1学級・食品流通科1学級・生活科学科1学級の3学科とする。
- 1999年（平成11年）11月6日 - 創立50周年記念式典を挙行。
- 2006年（平成18年）- 西海市より休耕地の有効活用の研究要請を受け、ブルーベリーの研究を開始。
- 2009年（平成21年）11月 - 創立60周年記念式典を挙行。
- 2011年（平成23年）11月 - 農業クラブ全国大会が長崎県で実施。（会場は大村市・諫早市・島原市・平戸市）[11]
- 2018年（平成30年）4月 - 従来の3学科を改編し、食品サイエンス科・生活デザイン科の2学科を設置（予定）[1]。従来の3学科の募集は停止される。

## 施設
普通校舎
- 管理・事務棟・普通教室棟

運動施設
- グラウンド
- 体育館
- 武道場
- ウェイト室
- テニスコート

特別（農業）校舎
- スクールマーケット室
- 管理室
- 食品製造室
- 農具室
- 果樹調整室
- ドーム温室
- 果樹温室

圃場（農場・田畑）
- ブルーベリー園
- 学校水田
- 堆肥舎
- 用土室
- 豚舎・鶏舎
- 草花温室
- 草花ハウス
- 作物調整室
- 養液栽培温室
- 育苗温室
- 野菜温室
- 野菜ハウス
- 野菜畑（露地栽培）
- ときわ農場（学校そばの「ときわ山」にある農場）
  - 流通園 - ソバ、えんどう、サツマイモ、トウモロコシ等の栽培
  - 第1果樹園 - みかん、オレンジ、柿、栗、桃等の栽培
- 第2果樹園 （体育館・武道館の裏山）
  - 柿、栗、梨、キウイ、ビワ等の栽培

## 教育活動
- 1. 環境教育・農業教育の推進
  - ウッドチップや生ごみの堆肥化、畜産部門の堆肥を有機肥料として活用、3Rの推進、悪臭・害虫防止のためのEM菌の使用、資源ごみの回収。
- 2. 食の安心・安全教育の徹底
  - 減農薬の推進（防虫防鳥ネットの活用）、トレーサビリティの取り組み、地域の幼稚園や小学校において食育の情報発信・体験学習の実施。
- 3. 地産地消の推進、生徒の経営能力の向上
  - スクールマーケット（学校生産品の学校内外での直売）やリアカー移動販売、注文販売を通して、生徒が製造・宣伝・販売を体験し流通の在り方や経営について学習。
- 4. 積極的な奉仕体験活動の実施
  - バス停付近や通学路の清掃活動、バス停や公園の定期的な花壇植栽、地域の老人保健施設でのボランティア活動。
- 5. 基本的な農業技術能力を身につけた人材育成
  - 学校全体で農業鑑定競技の取り組み、「農業技術検定試験」の積極的な活用。
- 6. キャリア教育の推進
  - インターンシップの実施、農業後継者育成のために緑の学園（農業大学校、先進農家）視察、県内先進地研修、農業自営者予定親子懇談会の実施、民間講師招へい事業の活用。
- 7. 農業教員の質的向上
  - 研修の実施、外部研修への参加、農業改良普及センター（県央振興局）との交流。
- 8. 地域貢献、地域連携、地域共生の奨励
  - 長崎県の準絶滅危惧種「ハマボウ」の保護・増殖と地域への普及啓発活動の実施、地元西海市と連携し、地域農業の活性化のための「遊休農地[13]を利用したブルーベリーの植栽」「SBC菌[14]発酵床による肉豚飼育」、「食育」について研究の推進。
- 9. 開かれた学校の推進
  - 県立学校地域開放講座において成人対象の食農教育の実施。地元の小学生を本校農場へ招待し、西彼農業の高校生が生命の大切さを教える「学童ふれあい広場（食物・動物）」の実施。
- 10. 農業教育の普及活動の展開
  - 西彼農業の高校生が講師となり、保育園・幼稚園・小学校等で「移動動物園」や「出前授業」（動物の飼育や草花栽培の指導）を実施。地域の保育園での保育実習、老人保健施設での介護実習などの体験学習の実施、地域での食育の推進支援。

## 学校行事
3学期制
1学期
- 4月 - 入学式、対面式、歓迎遠足
- 5月 - 校内農業鑑定競技、農業クラブ総会
- 6月 - 県高総体、農業クラブ長崎県連大会[15]、田植え
- 7月 - 体育祭（学年縦割り3班（赤・青・緑）に分かれて競う）、球技大会、中学生1日体験入学
- 8月 - 夏季補習、農業クラブ九州大会

2学期
- 9月 - 高3就職試験開始
- 10月 - 球技大会、農業クラブ全国大会、稲刈り
- 11月 - 農業文化祭（2日間にわたり学校で生産した野菜・果樹・草花・加工品等の即売や、各科の研究・文化部の展示、ファッションショー、龍踊り披露などが行われる。）
- 12月 - 球技大会、強歩大会、農業クラブ会長選挙

3学期
- 1月 - 校内意見発表会、百人一首大会、修学旅行（3泊4日。長野県でのスキー研修と学科別研修）
- 2月 - 校内研究発表会
- 3月 - 卒業式、農業クラブ校内リーダー研修会

## 部活動
運動部
- ウエイトリフティング部
- サッカー部
- バレーボール部（男・女）
- ソフトテニス部（男・女）
- 卓球部
- 柔道部
- 陸上同好会

文化部
- 美術部
- 写真部
- 放送部
- 茶道部
- 新聞部

農業・家庭専門部
- 生物工学部
- 野菜部
- 果樹部
- 動物飼育部
- 農業機械部
- 食品加工部
- 情報処理部
- 食物部
- 被服部
- 保育福祉部

## 著名な出身者
- 神近義邦 - 長崎オランダ村・ハウステンボス社長
- 田中隆一 - 西海市長

## アクセス
最寄りのバス停
- 長崎自動車（長崎バス）「亀岳」（かめだけ）バス停下車後、徒歩約5分

最寄りの国道
- 国道206号